# Black Legion
Le Black Legion (Legioni Nere), furono un movimento terroristico che assieme al Ku Klux Klan operava negli Stati Uniti attorno agli anni trenta. Quest'organizzazione venne fondata da William Shepard in Ohio. Negli anni '30 aveva tra i venti e i trentamila membri, un terzo dei quali a Detroit. Dopo la morte di Charles Poole, lavoratore della Works Progress Administration, rapito e ucciso dalle Black Legion nel 1936, le autorità statunitensi condannarono all'ergastolo 11 membri delle Black Legion e ad alcuni anni di prigione altri 37 membri, ponendo fine all'esistenza dell'organizzazione.